# Linde am Thurn
Die Linde am Thurn ist eine Winterlinde auf einem Wiesenhügel des auslaufenden Haunsbergs im Salzburger Land. Sie teilt sich in rund zwei Metern Höhe in mehrere Einzeläste, die Krone hat einen Durchmesser von rund 15 Metern. Sie ist gut 16 m hoch, der Stammumfang beträgt 2,3 m.
Die Winterlinde markiert den höchsten Punkt des Gemeindegebietes von Berndorf bei Salzburg und liegt auf einer Höhe von 687 m ü. d. M.
Sie wurde im Jahre 1912 von August Haberl, vulgo Kalchgruberbauer, gepflanzt. Das Grundstück und die Linde sind nunmehr im Besitz der Familie Salzlechner, Wirt z' Schwand.

## Naturdenkmal
Der Lindenbaum wurde im Jahre 1992 zum geschützten Naturdenkmal erklärt.